# Mecothrix guillermeti
Mecothrix guillermeti is een vlinder uit de familie van de visstaartjes (Nolidae). Deze soort is voor het eerst wetenschappelijk beschreven als Nola guillermeti door Georges Orhant in een publicatie uit 2003.
De soort komt voor in Réunion.